# Малгобекский район
Малгобе́кский райо́н (ингуш. Магӏалбика шахьар) — административно-территориальная единица и муниципальное образование (муниципальный район) в Республике Ингушетия Российской Федерации.
Административный центр — город Малгобек (не входит в состав района).

## География

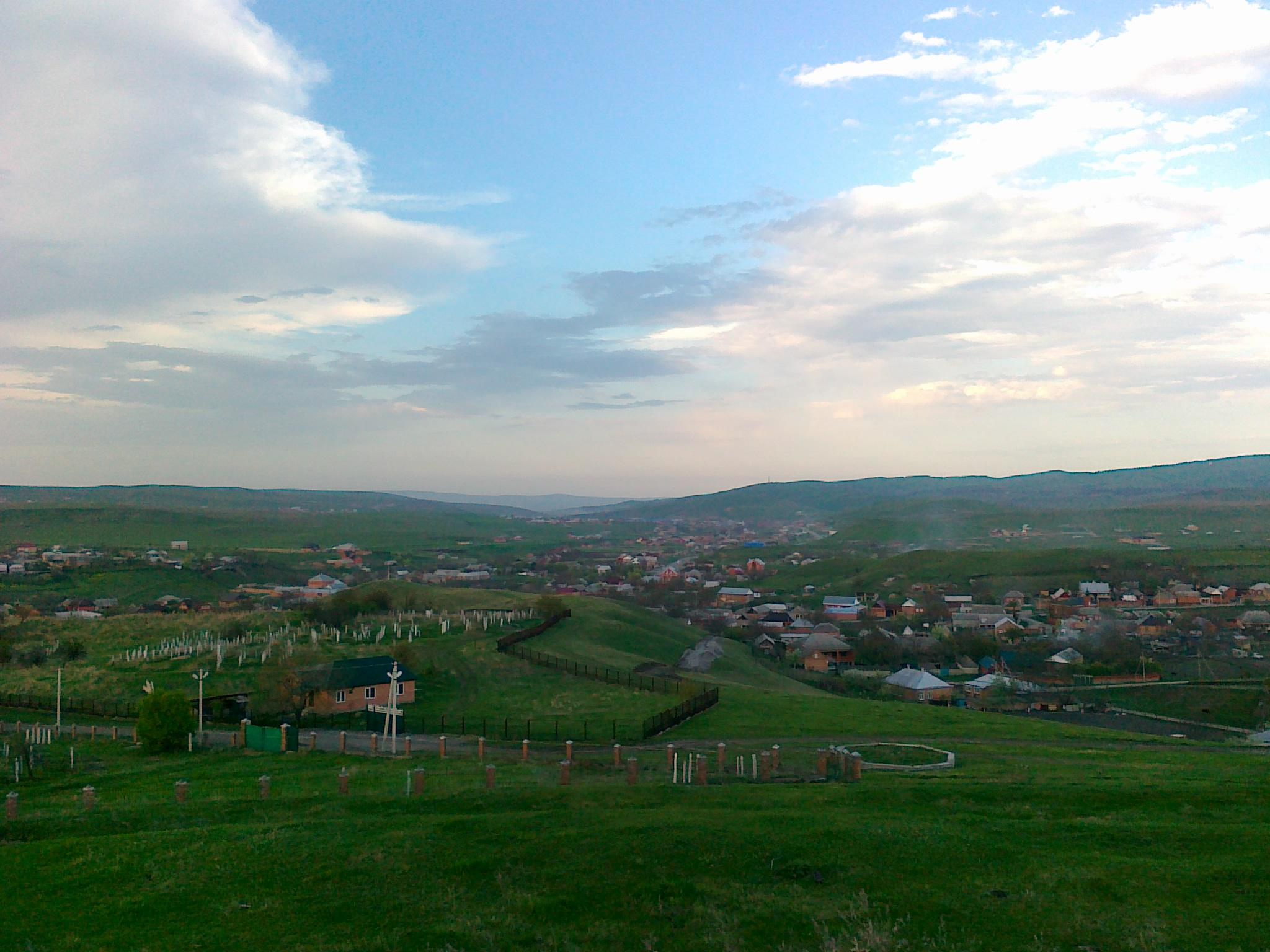
Вид на село Верхние Ачалуки

Малгобекский район находится в северной части Ингушетии. На севере и на западе граничит с Северной Осетией (Моздокский и, на юго-западе, на небольшом участке границы, Правобережный районы), на востоке граничит с Чеченской Республикой (Надтеречный район) и Сунженским районом Ингушетии, на юге — с Назрановским районом и территорией городского округа Карабулак. На севере района, частично примыкая к границе с Северной Осетией, расположена территория города республиканского значения Малгобек, составляющего отдельный городской округ. Территория городского округа, помимо самого города, включает в себя также и окрестные нефтедобывающие посёлки и участки Малгобек-Горского нефтяного месторождения.

## История
Малгобекский район был образован 23 января 1935 года решением исполкома Чечено-Ингушской автономной области. В последующем в состав района были переданы упразднённые Пседахский и Ачалукский районы.
После многочисленных изменений в период упразднения Чечено-Ингушской АССР Малгобекский район был восстановлен Указом Президиума Верховного Совета РСФСР от 12 января 1965 года.
В процессе разделении Чечено-Ингушской АССР на Чеченскую и Ингушскую Республики в 1991—1992 годах Малгобекский район ЧИАССР вошёл в состав Ингушетии.
Статус муниципального Малгобекский район получил только в 2009 году. Тогда же в его составе было образовано 12 муниципальных образований со статусом сельского поселения.

## Население
| 2002    | 2006    | 2007    | 2008    | 2009    | 2010    | 2011    | 2012    | 2013    |
| ------- | ------- | ------- | ------- | ------- | ------- | ------- | ------- | ------- |
| 61 617  | ↗64 135 | ↗64 792 | ↗65 508 | ↗66 568 | ↘47 754 | ↗47 889 | ↗49 382 | ↗50 534 |
| 2014    | 2015    | 2016    | 2017    | 2018    | 2019    | 2020    | 2021    | 2023    |
| ↗52 038 | ↗53 633 | ↗54 553 | ↗55 408 | ↗56 324 | ↗57 340 | ↗58 485 | ↗59 494 | ↗60 652 |
| 2024    | 2025    |         |         |         |         |         |         |         |
| ↗61 291 | ↗62 194 |         |         |         |         |         |         |         |

### Национальный состав
По данным переписей населения:
| Год переписи | 1989 год         | 2002 год         | 2010 год         |
| ------------ | ---------------- | ---------------- | ---------------- |
| ингуши       | 20 226 (78,50 %) | 45 989 (74,64 %) | 40 729 (85,29 %) |
| чеченцы      | 4102 (15,92 %)   | 12 917 (20,96 %) | 6195 (12,97 %)   |
| турки        | …                | 770 (1,25 %)     | 402 (0,84 %)     |
| русские      | 1164 (4,52 %)    | 466 (0,76 %)     | 130 (0,27 %)     |
| другие       | 272 (1,06 %)     | 1475 (2,39 %)    | 298 (0,62 %)     |
| всего        | 25 764 (100,0 %) | 61 617 (100,0 %) | 47 754 (100,0 %) |

По итогам переписи населения 2020 года проживали следующие национальности (национальности менее 1 % и другое, см. в сноске к строке «Другие»):
| Национальность | Численность, чел. | Доля     |
| -------------- | ----------------- | -------- |
| Ингуши         | 50 427            | 84,76 %  |
| Чеченцы        | 7829              | 13,16 %  |
| Другие         | 1238              | 2,08 %   |
| Итого          | 59 494            | 100,00 % |

## Муниципально-территориальное устройство

Сельские поселения и одноимённые сёла Малгобекского района
Аки-Юрт
Вежарий
Верхние Ачалуки
Вознесенское (станица Вознесенская)
Зязиков-Юрт
Инарки
Нижние Ачалуки
Новый Редант
Пседах
Сагопши
Средние Ачалуки
Южное

В Малгобекском муниципальном районе 12 населённых пунктов в составе 12 сельских поселений:
| №  | Сельское поселение | Административный центр | Количество населённых пунктов | Население | Площадь, км² |
| -- | ------------------ | ---------------------- | ----------------------------- | --------- | ------------ |
| 1  | Аки-Юрт            | село Аки-Юрт           | 1                             | ↗1603     | 41,25        |
| 2  | Вежарий            | село Вежарий           | 1                             | ↗746      | 43,62        |
| 3  | Верхние Ачалуки    | село Верхние Ачалуки   | 1                             | ↗8620     | 52,77        |
| 4  | Вознесенское       | станица Вознесенская   | 1                             | ↘744      | 61,75        |
| 5  | Зязиков-Юрт        | село Зязиков-Юрт       | 1                             | ↗4730     | 2,50         |
| 6  | Инарки             | село Инарки            | 1                             | ↗7471     | 64,00        |
| 7  | Нижние Ачалуки     | село Нижние Ачалуки    | 1                             | ↗5143     | 36,32        |
| 8  | Новый Редант       | село Новый Редант      | 1                             | ↗6424     | 4,514        |
| 9  | Пседах             | село Пседах            | 1                             | ↗6245     | 3,00         |
| 10 | Сагопши            | село Сагопши           | 1                             | ↗12 882   | 160,00       |
| 11 | Средние Ачалуки    | село Средние Ачалуки   | 1                             | ↗4923     | 23,70        |
| 12 | Южное              | село Южное             | 1                             | ↗1121     | 18,21        |

### Населённые пункты
| №  | Населённый пункт | Тип     | Население | Сельское поселение |
| -- | ---------------- | ------- | --------- | ------------------ |
| 1  | Аки-Юрт          | село    | ↗1675     | Аки-Юрт            |
| 2  | Вежарий          | село    | ↗757      | Вежарий            |
| 3  | Верхние Ачалуки  | село    | ↗8832     | Верхние Ачалуки    |
| 4  | Вознесенская     | станица | ↗756      | Вознесенское       |
| 5  | Зязиков-Юрт      | село    | ↗4864     | Зязиков-Юрт        |
| 6  | Инарки           | село    | ↗7625     | Инарки             |
| 7  | Нижние Ачалуки   | село    | ↗5294     | Нижние Ачалуки     |
| 8  | Новый Редант     | село    | ↗6609     | Новый Редант       |
| 9  | Пседах           | село    | ↗6398     | Пседах             |
| 10 | Сагопши          | село    | ↗13 168   | Сагопши            |
| 11 | Средние Ачалуки  | село    | ↗5058     | Средние Ачалуки    |
| 12 | Южное            | село    | ↗1158     | Южное              |